# Méthode Pilates
Ne doit pas être confondu avec Pilat (dune), Pilat (massif montagneux), Pilate ou Pilatte (refuge).
Cet article concerne la méthode Pilates. Pour son concepteur, voir Joseph Pilates.
La méthode Pilates, parfois simplement appelée Pilates, est un système d'activité physique développé au début du XXe siècle par un passionné de sport et du corps humain, Joseph Pilates. La méthode Pilates est pratiquée au tapis avec ou sans accessoires ou à l'aide d'appareils. Ses objectifs sont le développement des muscles profonds, l'amélioration de la posture, l'équilibrage musculaire et l'assouplissement articulaire, pour un entretien, une amélioration ou une restauration des fonctions physiques.
La littérature scientifique sur cette méthode est peu fournie. Elle a échoué à montrer l'efficacité du Pilates pour diminuer une forme féminine d'incontinence urinaire, et est inconclusive quant au soulagement des lombalgies.

## Historique
Joseph Pilates, fondateur de la méthode, est né en Allemagne en 1883 d'un père gymnaste médaillé, et d'une mère naturopathe. C'est un enfant chétif, asthmatique et rachitique. Il souffre par ailleurs d'une malformation de la jambe. Adolescent, il s'intéresse aux disciplines sportives et pratique plusieurs activités physiques. Il comprend le bénéfice de ces activités lorsqu'il constate les transformations qu'elles opèrent sur son corps.

### Débuts de Joseph Pilates
Convaincu du bienfait du mouvement sur le corps, il observe les étirements des animaux, les gestes sportifs, et les méthodes occidentales et orientales, dont le yoga, pour élaborer sa pratique. Celle-ci est guidée par l'idée d'un esprit sain dans un corps sain. Il appelle d'ailleurs sa méthode « contrôlogie », car elle utilise l’esprit pour contrôler les muscles, particulièrement ceux du tronc ou caisson abdominal.
Joseph Pilates, lors de l'entrée en guerre de l'Angleterre, est interné sur l'île de Man au large des côtes anglaises, en tant qu'étranger résidant en Angleterre. C'est là que, entouré de prisonniers malades, il améliore leur condition physique en leur faisant faire de l'exercice.
Il attire l'attention de son chef de camp, et il est engagé comme planton dans un hôpital, où il participe à la rééducation des soldats blessés. Il utilise les ressorts de lits pour faciliter le travail des blessés alités, et sans doute pour économiser ses efforts. De là serait née l'idée du Reformer, l'appareil du Pilates dont l'élément indispensable est le ressort. Le Pilates utilise de nombreux appareils pourvus de ressorts.

### Développement de la méthode
Dans les années trente, revenu en Allemagne, Joseph Pilates est contacté par les chemises brunes, futur parti nazi, et décline leur offre. Il s'inquiète de l'idéologie émergente en Allemagne, et quitte le pays par bateau pour les États-Unis. C'est sur ce bateau qu'il rencontre sa future épouse Clara.
Arrivé en Amérique, il loue un studio à New York dans le même immeuble que l'école de ballet de New York, ce qui assoit sa réputation auprès des danseurs et du milieu artistique new-yorkais. Encouragé par la critique, il développe sa méthode, basée sur son expérience et ses connaissances du corps humain. Il écrit deux livres : Your Health: A Corrective System of Exercising That Revolutionizes the Entire Field of Physical Education et Return to Life Through Contrology.

### Décès de Joseph Pilates
Les conditions de sa mort sont floues ; l'on évoque une intoxication à la fumée quand son studio prend feu en 1967.
Sa méthode, peu répandue de son vivant, est appelée par ses élèves « Pilates ». Ceux-ci sont à l'origine des écoles existantes ; parmi eux, Mary Bowen, Ron Fletcher (en), Eve Gentry (en), ou Romana Rkyzanowska (ancienne danseuse de ballet, et fondatrice de l'école Romana's Pilates).

## Situation actuelle
Le Pilates a du succès d'abord aux États-Unis et dans les pays anglophones (Canada, Angleterre), puis dans le reste du monde.

### Écoles et formations en France
Au début des années 2000, des écoles et des centres de formation voient le jour en France. Dans les années 2020, plusieurs écoles sont représentées. Certaines dispensent un diplôme international, pas toujours reconnu en France. En effet, le Pilates sur tapis uniquement a longtemps été enseigné par des bénévoles sans diplôme. Par la suite, les instructeurs sont titulaires d'un Certificat de qualification professionnelle Animateur de loisir sportif (CQP ALS). Les professeurs de Pilates avec machine ont un BPJEPS - Brevet professionnel de la jeunesse, de l'éducation populaire et du sport spécialité « éducateur sportif » mention « activités de la forme » (Code de la fiche RNCP 37106), afin d'être dans la légalité.

### FPMP
La Fédération des professionnels de la méthode Pilates (FPMP, anciennement FPPP) répertorie les studios et centres de formations, enregistre les diplômes tout en homogénéisant le niveau de formation des instructeurs affiliés. Elle dialogue avec l'administration pour assurer à la méthode une certaine pérennité et une existence légale.
À ce jour, la FPMP n'a pas de pouvoir juridique sur les personnes et établissements. Les instructeurs de Pilates sont formés en un week-end ou sur un à deux ans, assortis généralement d'un nombre obligatoire d'heures d'observation, de pratique et d'enseignement, et parfois d'un mémoire à remettre, ainsi qu'un examen d'anatomie fonctionnelle et de biomécanique pointu. Le niveau des professeurs est inégal d'une formation à l'autre.
Cette disparité existe dans de nombreux pays, car le terme Pilates est considéré comme un terme générique, depuis que la tentative de dépôt, en 2000, d'une marque déposée, a été invalidée aux États-Unis, (en 2005, il y a onze millions de pratiquants aux États-Unis, et 14 000 instructeurs).

### Studios Pilates
Dans les studios, on pratique le Pilates au sol et sur machine, avec ou sans accessoires. Les studios proposent généralement d'autres services tels que : massage, relaxation, yoga ; plus récemment, il est pratiqué dans le milieu de la santé, notamment chez les kinésithérapeutes aussi cette pratique le Pilates clinique ou le Kine Pilates.

## Principes de la méthode
La méthode rééquilibre les muscles, en se concentrant sur les muscles centraux qui interviennent dans l’équilibre postural, et le maintien de la colonne vertébrale. Par des exercices, on renforce les muscles trop faibles et on décontracte les muscles trop tendus, en tenant compte du rythme de la respiration, du bon alignement de la colonne ainsi que du maintien d’une bonne posture générale,.

### Le caisson abdominal
Le Pilates se base sur un concept phare : le caisson abdominal. Pour Joseph Pilates un caisson abdominal renforcé donne une colonne vertébrale en bonne santé. Les abdominaux profonds agissent en rentrant le ventre plutôt qu'en le poussant, et cela entraîne la contraction profonde du périnée et du muscle transverse abdominal.

### Principe d'équilibre
La méthode met l'accent sur l'équilibre des forces dans le corps. Un muscle tendu crée une traction qui perturbe les articulations sus et sous-jacentes. Et comme les muscles du corps fonctionnent principalement par paires antagonistes, si un muscle tire trop fort d'un côté, il y a des probabilités que son antagoniste soit au contraire étiré et ou faible. Pour remédier au déséquilibre, on agit sur les groupes musculaires antagonistes. La posture s'en trouve rééquilibrée.

### Placement du corps
Le placement du corps en Pilates conditionne la bonne réalisation de l'exercice. C'est pourquoi il est recommandé de pratiquer le Pilates avec un instructeur. L'attention est portée sur l'ensemble du corps, entre d'un côté les parties qui sont mises en mouvement (mobilité) et de l'autre côté celles qui doivent rester immobiles durant l'exécution (stabilité). Ces principes minimisent les compensations musculaires et articulaires. 

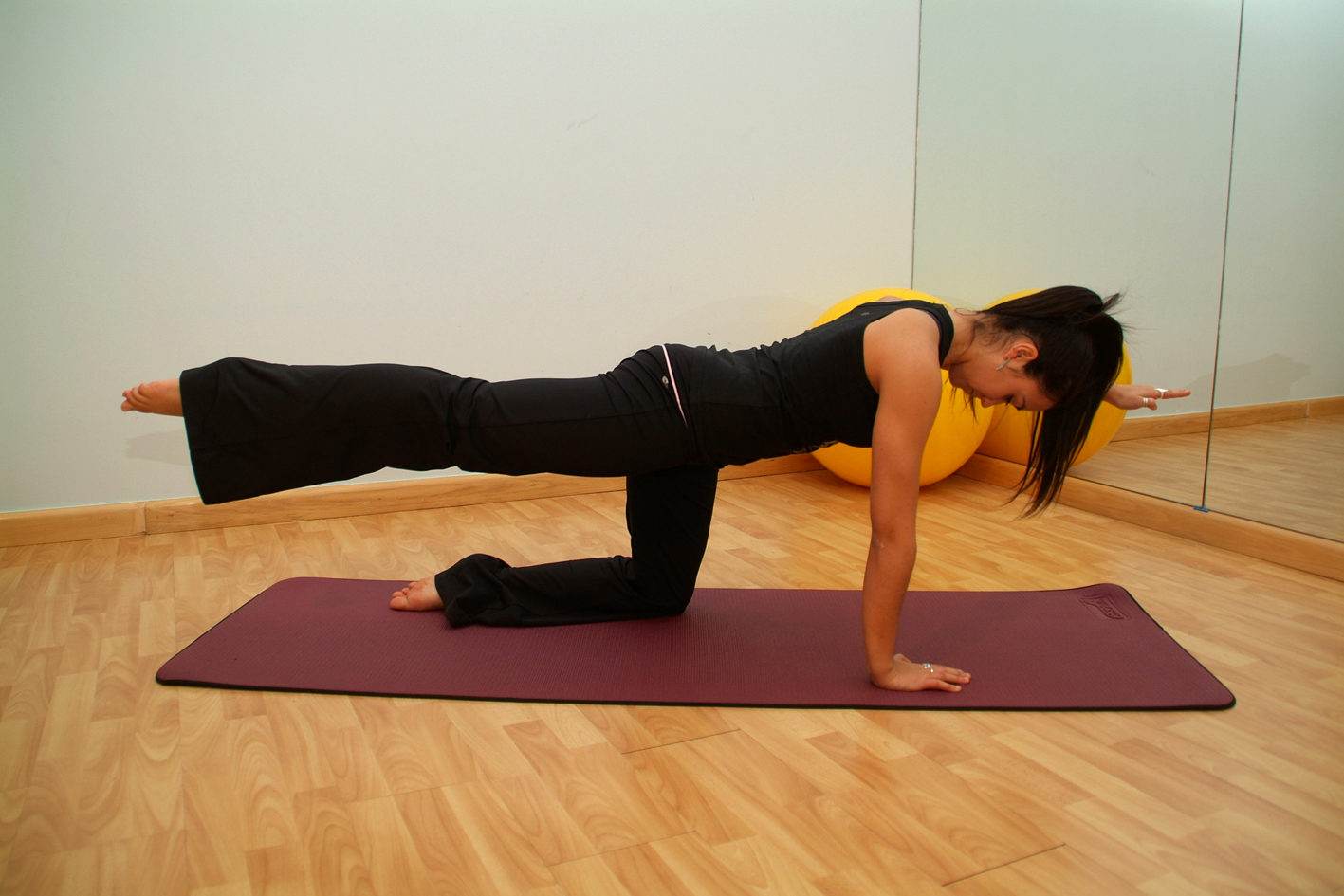
Exercice Pilates sur tapis

### Concepts fondamentaux
Le Pilates se fonde sur six concepts principaux :
1. Concentration : l'état mental est aussi important, voire plus, que les exercices eux-mêmes[12]. L'idée de Joseph Pilates est de privilégier des mouvements en étant concentré, et préfére quelques répétitions de qualité, avec conscience, plutôt que des répétitions mal exécutées[13]
2. Contrôle : il faut chercher à contrôler chaque partie du mouvement[14], et pour Joseph Pilates, cela implique de contrôler son corps plutôt que de le subir[15]
3. Centrage : principe clé du mouvement, le caisson est le point clé de cette méthode, et implique, notamment, de garder une colonne vertébrale dite « neutre »[16] : sans cambrure excessive (surtout dans les exercices isométriques) ni rétroversion du bassin (contrairement à d'autres méthodes).
4. Précision : voir principe suivant.
5. Fluidité : fluidité et précision sont les clés d'un mouvement harmonieux, et les mouvements ont une vie, contrairement à une simple méthode de préparation physique[17]. Ce principe a du succès auprès des danseurs.
6. Respiration : la respiration se fait en engageant légèrement les muscles du périnée et le transverse. On respire en élargissant la cage thoracique et non en la poussant vers le haut, et l'on cherche une amplitude de respiration[18].

## Pratique

### Tapis et machines
Le Pilates se pratique sur tapis (trois niveaux de difficulté, nommés MAT 1, MAT 2, et MAT 3), ce qui le rapproche du yoga ou de danse barre au sol. L'instructeur de Pilates utilise des accessoires tels que les ballons ou les bandes élastiques, pour rendre le cours ludique ou ajouter de la difficulté à certains exercices.
Le Pilates se pratique également sur machines telles le « Reformer », le « Cadillac » (ou « Table Trapèze »), les « Barils », la « Chaise », et la machine Core-Align. Ces machines nécessitent un entretien particulier et une certaine connaissance pour être employées à leur plein potentiel. Tous ces appareils ont comme point commun le ressort, qui apporte une résistance ou assure parfois le rôle d'adjuvant.

#### Reformer
Le Reformer est de loin l'appareil le plus utilisé en Pilates. Il est constitué d'un chariot mobile matelassé, coulissant entre deux rails. À sa partie avant, le chariot est attaché par des ressorts à la partie fixe. On y trouve aussi une barre d'appui réglable. L'appui contre la barre entraîne directement le mouvement du chariot. L'arrière est constitué d'un système de poulies-élingues avec courroies. La traction des élingues entraîne directement le mouvement du chariot. Un Reformer Half Trapeze comporte sur la partie arrière des éléments propres à l'appareil Table Trapèze. L'utilisateur est allongé sur le dos, le ventre, sur le côté, assis, à genoux ou debout.
Le Pilates Reformer est une machine d'entraînement intensif. Il possède des ressorts ajustables pour différents degrés de résistance. Cet appareil, initialement développé pour la rééducation, utilise des poulies et des ressorts pour équilibrer résistance et soutien.

#### Table trapèze
Imposant, l'appareil a l'aspect d'un lit encadré de barres de suspension verticales et horizontales, auxquelles sont fixés des éléments amovibles. Parmi ces éléments on trouve : barres de roulement, ressorts, trapèze. Cet appareil est réservé à des exercices aériens d'un niveau avancé. Il est utilisé allongé, assis, debout, à genoux, avec des orientations variables.

#### Chaise
La chaise a la forme et dimension d'un petit fauteuil. Elle est constituée d'une surface plate supérieure (ou siège) et immobile, entourée de deux barres surmontées de poignées. En sa partie basse, une pédale mobile est arrimée à la chaise par des ressorts. La pédale est uniquement poussée vers le bas, contre résistance. L'utilisateur est appuyé sur le siège de la chaise (assis, debout, allongé) ou en dehors de la chaise. Dans ce dernier cas, la pédale est utilisée indépendamment.

#### Barils
Le grand baril a la forme d'un tonneau, monté sur une structure verticale composée de barreaux en échelle. La partie avant du grand baril, où se trouve le « tonneau » est une surface arrondie et matelassée sur laquelle on s'allonge ou s’asseoit. La partie arrière est constituée de barreaux horizontaux nommés échelle. Le grand baril est utilisé généralement en séance individuelle. Une seule personne à la fois l'utilise. Contrairement à ses cousins « Reformer », « Cadillac » (table trapèze) ou « Chaise », le « baril » n'a pas de ressorts. L'utilisateur est allongé sur le dos, le ventre, sur le côté, ou assis face à l'échelle. Les petits barils sont des arcs utilisés au tapis. Tous les barils ont une forme arrondie qui épouse la colonne vertébrale en flexion, extension ou flexion latérale.

### Variété des écoles
Certaines écoles enseignent un Pilates dynamique et les séances sont chorégraphiées en mettant l'accent sur le rythme et la respiration ; ces cours ne sont pas accessibles aux débutants. D'autres écoles insistent sur la qualité du mouvement, la biomécanique et la prudence. Le Kiné-Pilates se pratique avec kinésithérapeuthe.
Certaines écoles ajoutent des exercices de la méthode Feldenkrais.

### Pratiques dérivées
- Le Yogalates est une méthode qui allie le yoga et le Pilates, créée à la fin des années 1990 par l’australienne Louise Solomon[22].
- Des kinésithérapeuthes ayant reçu une formation spécifique utilisent le Pilates pour la rééducation.

## Évaluation scientifique
Il n'existe pas de publication scientifique connue du fondateur. Sur le plan thérapeutique (lombalgies chroniques, incontinence urinaire, ptoses d'organes et discopathies lombaires), il n'y a que très peu de littérature scientifique.
- Une revue de la littérature conclut à l'absence de preuve de l'efficacité de la méthode Pilates pour diminuer une forme féminine d'incontinence urinaire[24]
- Quelques études montrent un soulagement des lombalgies chez des patients avec des essais randomisés[25]
- Une recension systématique de cinq revues systématiques (contradictoires) datée de 2013 montre que le faible nombre et la mauvaise qualité des études primaires ne permet pas de conclure quant à l’efficacité de Pilates sur le traitement des lombalgies chroniques[26].